# Indohyaenodon
Indohyaenodon — рід викопних гієнодонтових ссавців із родини Indohyaenodontidae, які жили під час раннього еоцену в Індії.